# حلزون سیب طلایی

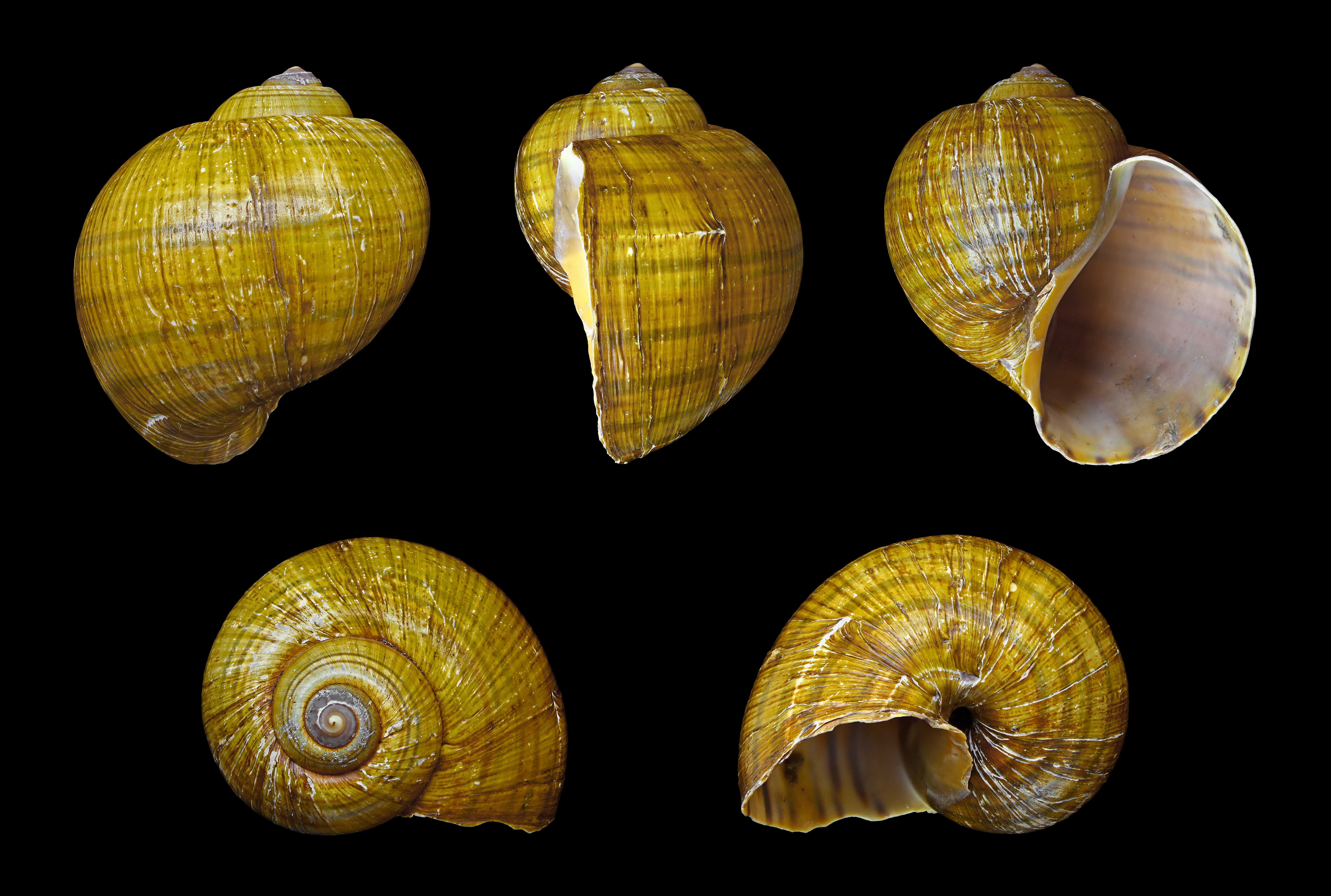
نگاره‌ای از ۵ زاویهٔ مختلف از صدف حلزون سیب طلایی. این نرم‌تن از خانوادهٔ حلزون سیب است.

حلزون سیب طلایی (نام علمی: Pomacea canaliculata) نام یک گونه از خانواده حلزون سیب است.